# Megatypus
Megatypus es un género extinto de insectos pertenecientes al orden Protodonata †. Tenían un aspecto parecido al de las libélulas actuales, con las que están emparentados, pero su tamaño era mucho mayor, llegando a alcanzar envergaduras de 70 cm.
Los Megatypus vivían en el Pérmico inferior, hace 290,1 hasta 279,5 millones de años.